# Nikolai Polikarpov
Nikolai Polikarpov (8 iulie 1892 - 30 iulie 1944) a fost un constructor de avioane sovietic. În decursul carierei sale, a fost profesor la Institutul de Aviație de la Moscova. În  1941 și 1943, a fost decorat cu Premiul Stalin pentru activitatea sa profesională de constructor de avioane .